# ツリー型トローラー
ツリー型トローラー（英語: Tree-class trawlers）は、イギリス海軍が運用していた哨戒トローラーの艦級。また、前後して建造された準同型艦であるダンス型（Dance-class）、シェイクスピリアン型（Shakespearian-class）、アイルズ型（Isles-class）についても本項で扱う。

## ツリー型
1935年から1938年にかけて建造されていたバセット級トローラーをもとに、艦橋の高さを改正するなどの小改良を加えた量産型として開発されたものであり、1939年度予算で20隻が建造された。このうち、第二次世界大戦中にアーモンド、アシュ、チェスナット、ヒッコリー、ジュニパー、パインの6隻が失われた。マングローヴは1943年にポルトガルに移管された。
1946年終わりまでイギリス海軍で現役であったのはオリーヴとウォルナットの2隻だけであり、この2隻は1948年に売却された。

### 同型艦
- アケイシャ (Acacia) - 1940年進水、1946年売却
- アーモンド (Almond) - 1940年進水、1941年喪失
- アシュ (Ash) - 1939年進水、1941年喪失
- ベイ (Bay) - 1939年進水、1946年売却
- バーチ (Birch) -  1939年進水、1946年売却
- ブラックソーン (Blackthorn) - 1939年進水、1946年売却
- ジュニパー (Juniper) - 1939年12月15日進水、1940年6月8日、ユーノー作戦に参加中のドイツ重巡洋艦アドミラル・ヒッパーに撃沈される。
- マングローヴ (Mangrove) - 1942年4月4日進水、1943年にポルトガルに移管されFaialと改名。
- チェスナット (Chestnut) - 1940年進水、同年喪失
- ディオダー (Deodar) - 1940年進水、1946年売却
- オリーヴ (Olive) - 1940年2月26日進水、1948年売却
- パイン (Pine) - 1940年進水、1944年喪失
- エルム (Elm) -  1939年進水、1946年売却
- ファー (Fir) - 1940年進水、1946年売却
- ヘイゼル (Hazel) - 1939年進水、1946年売却
- ヒッコリー (Hickory) - 1940年進水、同年喪失
- ローアン (Rowan) - 1939年進水、1946年売却
- ウォルナット (Walnut) - 1939年進水、1948年売却
- ホワイトソーン (Whitethorn) - 1939年進水、1946年売却
- ウイスティアリア (Wistaria) -  1939年進水、1946年売却

## シェイクスピリアン型
第二次世界大戦の勃発を受けて成立した1939年度の戦時緊急予算に盛り込まれた艦のうち、40口径7.6cm砲（QF 12ポンド砲）搭載型とされたのが本型であり、10隻が建造された。

## ダンス型
1939年度の戦時緊急予算に盛り込まれた艦のうち、45口径10.2cm砲（BL 4インチ砲Mk.IX）搭載型とされたのが本型であり、20隻が建造された。

## アイルズ型
1940年度計画から1944年度計画にかけて130隻が建造されており、バセット級の系譜としては最大の建造数を誇っている。